# Mortiers, Charente-Maritime
Mortiers là một xã trong tỉnh Tổng Jonzac of the Charente-Maritime département trong vùng Nouvelle-Aquitaine tây nam nước Pháp. Xã này nằm ở khu vực có độ cao từ 42-102 mét trên mực nước biển.

## Lịch sử dân số
| Năm  | Dân số | Mật độ | Phần trăm của tổng |
| ---- | ------ | ------ | ------------------ |
| 1962 | 222    | -      | -                  |
| 1968 | 242    | -      | -                  |
| 1975 | 230    | -      | -                  |
| 1982 | 205    | -      | -                  |
| 1990 | 184    | -      | -                  |
| 1999 | 191    | 29/km² | 1.91%              |